# Campeonato Brasileño de Fútbol Serie B 2016
El Campeonato Brasileño de Serie B 2016, oficialmente Brasileirão Serie B Chevrolet 2016 por motivos de patrocinio, fue una competición de fútbol desarrollada en Brasil, en el marco de la segunda división. La misma comenzó el 14 de mayo de 2016 y finalizó el 26 de noviembre del mismo año.Los juegos tuvieron un descanso durante los Juegos Olímpicos de 2016, que se celebraron entre julio y agosto en Brasil. La competencia tuvo diecinueve rondas jugadas antes del paro.

## Sistema de juego
Por once años consecutivo, la Serie B es disputada por 20 clubes en partidos de ida y de vuelta por puntos. En cada ronda, los equipos juegan entre sí una vez. Los encuentros de la segunda ronda se llevan a cabo en el mismo orden que en la primera, con la localía invertida. Es declarado campeón aquel equipo que obtiene más puntos después de 38 jornadas. Al final, los cuatro mejores equipos ascienden a la Serie A 2017, al igual que los últimos cuatro descienden a la Serie C 2017.

### Criterios de desempate
En caso de que haya dos o más equipos empatados en puntos, los criterios de desempate son:
1. Mayor número de partidos ganados.
2. Mejor diferencia de gol.
3. Mayor número de goles a favor.
4. Resultado del partido jugado entre los equipos.
5. Menor número de tarjetas rojas recibidas.
6. Menor número de tarjetas amarillas recibidas.
7. Sorteo.

## Equipos participantes

### Ascensos y descensos
| Pos. | Ascendidos de la Serie C 2015 |
| ---- | ----------------------------- |
| 1.º  | Vila Nova                     |
| 2.º  | Londrina                      |
| 3.º  | Tupi                          |
| 4.º  | Brasil de Pelotas             |

| Pos. | Descendidos de la Serie A 2015 |
| ---- | ------------------------------ |
| 17.º | Avaí                           |
| 18.º | Vasco da Gama                  |
| 19.º | Goiás                          |
| 20.º | Joinville                      |

### Información de los equipos
| Equipo              | Ciudad                 | Estadio          | Capacidad | Posición 2015  | Títulos |
| ------------------- | ---------------------- | ---------------- | --------- | -------------- | ------- |
| Atlético Goianiense | Goiânia, GO            | Serra Dourada    | 42 000    | 14.º           | 0       |
| Avaí                | Florianópolis, SC      | Ressacada        | 17 500    | 17.º (Serie A) | 0       |
| Bahía               | Salvador, BA           | Arena Fonte Nova | 50 025    | 9.º            | 0       |
| Bragantino          | Bragança Paulista, SP  | Nabi Abi Chedid  | 17 022    | 6.º            | 1       |
| Brasil de Pelotas   | Pelotas, RS            | Bento Freitas    | 18 000    | 4.º (Serie C)  | 0       |
| Ceará               | Fortaleza, CE          | Arena Castelão   | 63 903    | 15.º           | 0       |
| CRB                 | Maceió, AL             | Rei Pelé         | 17 126    | 11.º           | 0       |
| Criciúma            | Criciúma, SC           | Heriberto Hülse  | 19 900    | 12.º           | 2       |
| Goiás               | Goiânia, GO            | Serra Dourada    | 42 000    | 19.º (Serie A) | 2       |
| Joinville           | Joinville, SC          | Arena Joinville  | 22 000    | 20.º (Serie A) | 1       |
| Londrina            | Londrina, PR           | do Café          | 30 000    | 2.º (Serie C)  | 1       |
| Luverdense          | Lucas do Río Verde, MT | Passo das Emas   | 10 000    | 10.º           | 0       |
| Náutico             | Recife, PE             | Arena Pernambuco | 44 300    | 5.º            | 0       |
| Oeste               | Itápolis, SP           | dos Amaros       | 13 444    | 16.º           | 0       |
| Paraná              | Curitiba, PR           | Vila Campanema   | 44 300    | 13.º           | 2       |
| Paysandu            | Belém, PA              | Curuzu           | 16 200    | 7.º            | 2       |
| Sampaio Corrêa      | São Luís, MA           | Castelão         | 40 149    | 8.º            | 1       |
| Tupi                | Juiz de Fora, MG       | Helenão          | 31 863    | 3.º (Serie C)  | 0       |
| Vasco da Gama       | Río de Janeiro, RJ     | São Januário     | 24 500    | 18.º (Serie A) | 1       |
| Vila Nova           | Goiânia, GO            | Serra Dourada    | 50 049    | 1.º (Serie C)  | 0       |

### Distribución geográfica

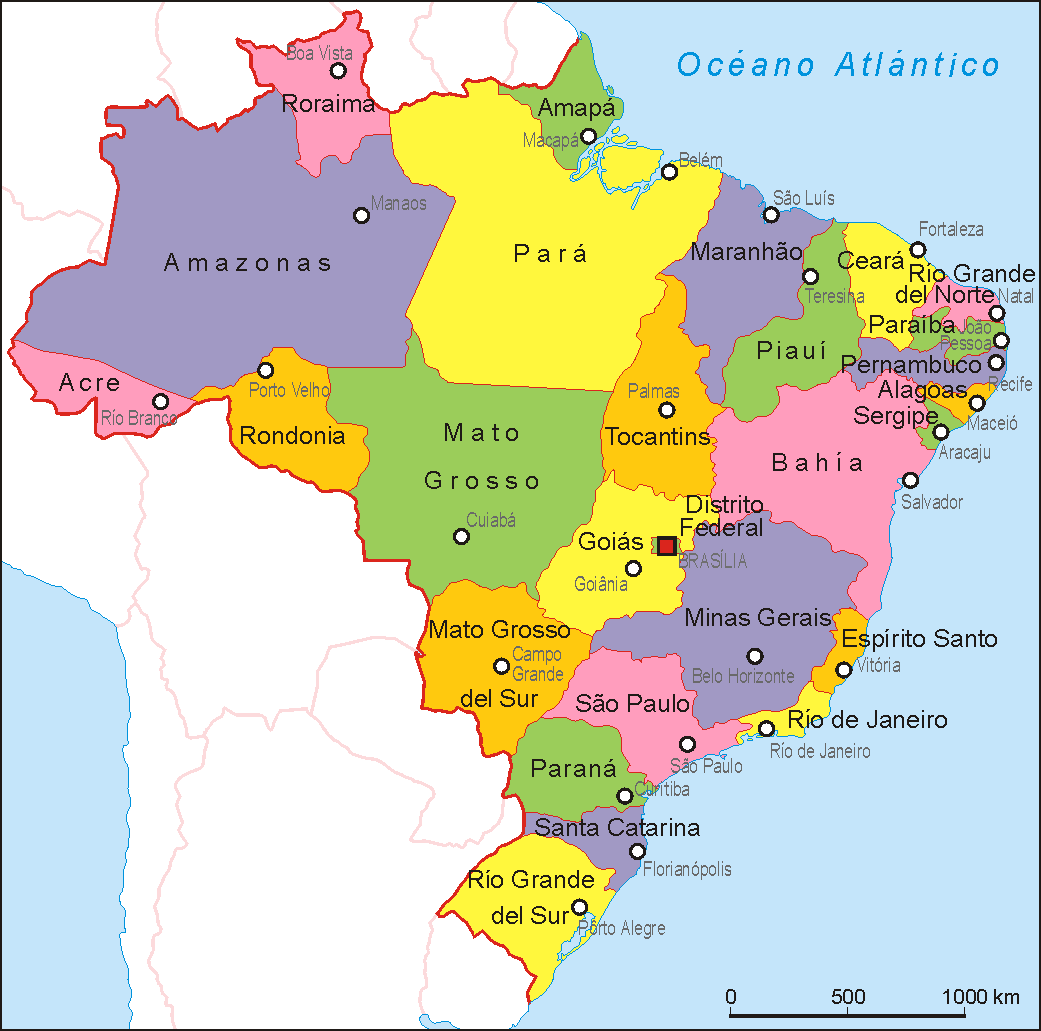
Estados de Brasil.

| Estado             | N.º | Equipos                                |
| ------------------ | --- | -------------------------------------- |
| Goiás              | 3   | Atlético Goianiense, Goiás y Vila Nova |
| Santa Catarina     | 3   | Avaí, Criciúma y Joinville             |
| Paraná             | 2   | Londrina y Paraná                      |
| São Paulo          | 2   | Bragantino y Oeste                     |
| Alagoas            | 1   | CRB                                    |
| Bahía              | 1   | Bahía                                  |
| Ceará              | 1   | Ceará                                  |
| Maranhão           | 1   | Sampaio Corrêa                         |
| Mato Grosso        | 1   | Luverdense                             |
| Minas Gerais       | 1   | Tupi                                   |
| Pará               | 1   | Paysandu                               |
| Pernambuco         | 1   | Náutico                                |
| Río de Janeiro     | 1   | Vasco da Gama                          |
| Río Grande del Sur | 1   | Brasil de Pelotas                      |
| Total              | 20  |                                        |

## Tabla de posiciones
| Pos. | Equipo                  | Pts. | PJ | PG | PE | PP | GF | GC | Dif. |
| ---- | ----------------------- | ---- | -- | -- | -- | -- | -- | -- | ---- |
| 1.º  | Atlético Goianiense (C) | 76   | 38 | 22 | 10 | 6  | 60 | 35 | 25   |
| 2.º  | Avaí                    | 66   | 38 | 19 | 9  | 10 | 45 | 34 | 11   |
| 3.º  | Vasco da Gama           | 65   | 38 | 19 | 8  | 11 | 54 | 41 | 13   |
| 4.º  | Bahía                   | 63   | 38 | 18 | 9  | 11 | 57 | 34 | 23   |
| 5.º  | Náutico                 | 60   | 38 | 18 | 6  | 14 | 55 | 43 | 12   |
| 6.º  | Londrina                | 60   | 38 | 16 | 12 | 10 | 40 | 30 | 10   |
| 7.º  | CRB                     | 58   | 38 | 17 | 7  | 14 | 57 | 54 | 3    |
| 8.º  | Criciúma                | 56   | 38 | 16 | 8  | 14 | 49 | 46 | 3    |
| 9.º  | Luverdense              | 55   | 38 | 13 | 16 | 9  | 43 | 39 | 4    |
| 10.º | Ceará                   | 54   | 38 | 14 | 12 | 12 | 49 | 47 | 2    |
| 11.º | Brasil de Pelotas       | 54   | 38 | 14 | 12 | 12 | 40 | 38 | 2    |
| 12.º | Vila Nova               | 53   | 38 | 15 | 8  | 15 | 54 | 52 | 2    |
| 13.º | Goiás                   | 50   | 38 | 13 | 11 | 14 | 49 | 48 | 1    |
| 14.º | Paysandu                | 49   | 38 | 11 | 16 | 11 | 40 | 44 | −4   |
| 15.º | Paraná                  | 41   | 38 | 10 | 11 | 17 | 39 | 55 | −16  |
| 16.º | Oeste                   | 41   | 38 | 8  | 17 | 13 | 32 | 46 | −14  |
| 17.º | Joinville (D)           | 40   | 38 | 9  | 13 | 16 | 32 | 42 | −10  |
| 18.º | Tupi (D)                | 33   | 38 | 8  | 9  | 21 | 40 | 56 | −16  |
| 19.º | Bragantino (D)          | 32   | 38 | 8  | 8  | 22 | 30 | 54 | −24  |
| 20.º | Sampaio Corrêa (D)      | 27   | 38 | 5  | 12 | 21 | 29 | 57 | −28  |

|  | Campeón. Asciende a la Serie A 2017. (C) |
|  | Asciende a la Serie A 2017.              |
|  | Desciende a la Serie C 2017. (D)         |

### Evolución de las posiciones
| Jornada / Equipo  | 1  | 2  | 3  | 4  | 5  | 6  | 7  | 8  | 9  | 10 | 11 | 12 | 13 | 14 | 15 | 16 | 17 | 18 | 19 | 20 | 21 | 22 | 23 | 24 | 25 | 26 | 27 | 28 | 29 | 30 | 31 | 32 | 33 | 34 | 35 | 36 | 37 | 38 |
| Jornada / Equipo  |    |    |    |    |    |    |    |    |    |    |    |    |    |    |    |    |    |    |    |    |    |    |    |    |    |    |    |    |    |    |    |    |    |    |    |    |    |    |
| ----------------- | -- | -- | -- | -- | -- | -- | -- | -- | -- | -- | -- | -- | -- | -- | -- | -- | -- | -- | -- | -- | -- | -- | -- | -- | -- | -- | -- | -- | -- | -- | -- | -- | -- | -- | -- | -- | -- | -- |
| Atl. Goianiense   | 5  | 2  | 2  | 2  | 2  | 2  | 2  | 2  | 2  | 2  | 2  | 3  | 2  | 2  | 2  | 4  | 4  | 4  | 4  | 3  | 2  | 2  | 3  | 2  | 2  | 2  | 2  | 2  | 1  | 1  | 1  | 1  | 1  | 1  | 1  | 1  | 1  | 1  |
| Avaí              | 13 | 9  | 8  | 3  | 10 | 6  | 10 | 12 | 13 | 16 | 16 | 16 | 14 | 13 | 13 | 13 | 15 | 12 | 15 | 15 | 14 | 11 | 12 | 9  | 9  | 6  | 3  | 3  | 3  | 4  | 4  | 3  | 3  | 3  | 4  | 3  | 2  | 2  |
| Bahía             | 4  | 4  | 4  | 6  | 7  | 3  | 3  | 3  | 3  | 5  | 7  | 9  | 7  | 9  | 11 | 10 | 9  | 10 | 10 | 8  | 6  | 7  | 7  | 7  | 7  | 4  | 6  | 6  | 7  | 6  | 5  | 6  | 5  | 4  | 2  | 4  | 3  | 4  |
| Bragantino        | 18 | 19 | 19 | 18 | 17 | 18 | 15 | 15 | 17 | 18 | 18 | 18 | 17 | 17 | 17 | 17 | 17 | 16 | 16 | 17 | 17 | 19 | 17 | 17 | 17 | 17 | 17 | 17 | 17 | 17 | 17 | 17 | 17 | 18 | 18 | 18 | 18 | 19 |
| Brasil de Pelotas | 3  | 10 | 5  | 4  | 3  | 4  | 8  | 5  | 8  | 10 | 10 | 7  | 11 | 7  | 7  | 8  | 10 | 6  | 5  | 5  | 5  | 5  | 2  | 3  | 3  | 3  | 5  | 5  | 6  | 8  | 9  | 11 | 12 | 10 | 11 | 12 | 12 | 11 |
| Ceará             | 9  | 3  | 7  | 14 | 11 | 7  | 6  | 7  | 6  | 7  | 4  | 2  | 3  | 3  | 4  | 3  | 2  | 2  | 2  | 2  | 3  | 4  | 5  | 5  | 6  | 8  | 9  | 10 | 10 | 9  | 10 | 8  | 9  | 8  | 8  | 8  | 9  | 10 |
| CRB               | 6  | 12 | 16 | 9  | 5  | 9  | 7  | 8  | 7  | 3  | 5  | 6  | 4  | 4  | 3  | 2  | 3  | 3  | 3  | 4  | 4  | 3  | 4  | 4  | 4  | 5  | 8  | 7  | 9  | 10 | 8  | 7  | 7  | 7  | 6  | 7  | 7  | 7  |
| Criciúma          | 7  | 7  | 3  | 5  | 4  | 8  | 5  | 6  | 5  | 6  | 3  | 4  | 6  | 6  | 6  | 7  | 5  | 7  | 8  | 7  | 9  | 9  | 9  | 12 | 10 | 9  | 7  | 9  | 8  | 7  | 7  | 9  | 8  | 11 | 12 | 11 | 11 | 8  |
| Goiás             | 8  | 5  | 11 | 12 | 15 | 15 | 17 | 17 | 18 | 17 | 15 | 15 | 16 | 16 | 16 | 16 | 16 | 17 | 17 | 16 | 15 | 16 | 16 | 14 | 15 | 15 | 14 | 13 | 14 | 13 | 13 | 13 | 13 | 13 | 14 | 14 | 14 | 13 |
| Joinville         | 11 | 14 | 17 | 19 | 12 | 14 | 16 | 14 | 15 | 15 | 17 | 17 | 18 | 18 | 18 | 18 | 18 | 18 | 19 | 19 | 18 | 18 | 19 | 19 | 19 | 19 | 19 | 19 | 19 | 19 | 18 | 18 | 19 | 17 | 17 | 17 | 17 | 17 |
| Londrina          | 14 | 15 | 10 | 11 | 13 | 11 | 12 | 11 | 11 | 9  | 9  | 11 | 10 | 11 | 10 | 6  | 6  | 9  | 7  | 6  | 8  | 6  | 6  | 6  | 5  | 7  | 4  | 4  | 4  | 5  | 6  | 4  | 6  | 6  | 7  | 6  | 6  | 6  |
| Luverdense        | 12 | 6  | 6  | 10 | 6  | 10 | 13 | 9  | 9  | 8  | 8  | 5  | 8  | 10 | 9  | 9  | 11 | 13 | 14 | 14 | 11 | 14 | 10 | 13 | 11 | 12 | 12 | 11 | 11 | 11 | 12 | 10 | 10 | 9  | 9  | 10 | 8  | 9  |
| Náutico           | 15 | 11 | 15 | 8  | 9  | 5  | 4  | 4  | 4  | 4  | 6  | 8  | 5  | 8  | 8  | 11 | 8  | 5  | 6  | 9  | 7  | 8  | 8  | 11 | 12 | 11 | 10 | 8  | 5  | 3  | 3  | 5  | 4  | 5  | 5  | 5  | 5  | 5  |
| Oeste             | 16 | 16 | 9  | 15 | 14 | 13 | 9  | 10 | 10 | 12 | 14 | 12 | 13 | 12 | 14 | 14 | 13 | 11 | 12 | 12 | 10 | 12 | 13 | 15 | 16 | 16 | 16 | 16 | 16 | 16 | 16 | 16 | 16 | 16 | 16 | 16 | 16 | 16 |
| Paraná            | 19 | 17 | 12 | 7  | 8  | 12 | 11 | 13 | 12 | 13 | 12 | 10 | 9  | 5  | 5  | 5  | 7  | 8  | 9  | 13 | 16 | 13 | 14 | 10 | 13 | 13 | 15 | 15 | 15 | 15 | 15 | 15 | 15 | 15 | 15 | 15 | 15 | 15 |
| Paysandu          | 10 | 13 | 18 | 13 | 16 | 16 | 18 | 18 | 16 | 14 | 11 | 13 | 12 | 14 | 15 | 15 | 14 | 15 | 13 | 10 | 12 | 15 | 15 | 16 | 14 | 14 | 13 | 14 | 13 | 14 | 14 | 14 | 14 | 14 | 13 | 13 | 13 | 14 |
| Sampaio Corrêa    | 20 | 20 | 20 | 20 | 20 | 20 | 20 | 19 | 20 | 20 | 20 | 20 | 20 | 19 | 20 | 20 | 20 | 20 | 20 | 20 | 20 | 20 | 20 | 20 | 20 | 20 | 20 | 20 | 20 | 20 | 20 | 20 | 20 | 20 | 20 | 20 | 20 | 20 |
| Tupi              | 17 | 18 | 13 | 16 | 18 | 19 | 19 | 20 | 19 | 19 | 19 | 19 | 19 | 20 | 19 | 19 | 19 | 19 | 18 | 19 | 19 | 17 | 18 | 18 | 18 | 18 | 18 | 18 | 18 | 18 | 19 | 19 | 18 | 19 | 19 | 19 | 19 | 18 |
| Vasco da Gama     | 1  | 1  | 1  | 1  | 1  | 1  | 1  | 1  | 1  | 1  | 1  | 1  | 1  | 1  | 1  | 1  | 1  | 1  | 1  | 1  | 1  | 1  | 1  | 1  | 1  | 1  | 1  | 1  | 2  | 2  | 2  | 2  | 2  | 2  | 3  | 2  | 4  | 3  |
| Vila Nova         | 2  | 8  | 14 | 17 | 19 | 17 | 14 | 16 | 14 | 11 | 13 | 14 | 15 | 15 | 12 | 12 | 12 | 14 | 11 | 11 | 13 | 10 | 11 | 8  | 8  | 10 | 11 | 12 | 12 | 12 | 11 | 12 | 11 | 12 | 10 | 9  | 10 | 12 |

## Resultados

### Primera ronda
| Vila Nova         | 3 - 1 | Bragantino          |
| Oeste             | 0 - 1 | Atlético Goianiense |
| Tupi              | 0 - 1 | Goiás               |
| Brasil de Pelotas | 2 - 0 | Paraná              |
| Ceará             | 2 - 2 | Paysandu            |
| Sampaio Corrêa    | 0 - 4 | Vasco da Gama       |
| Londrina          | 0 - 1 | CRB                 |
| Criciuma          | 1 - 0 | Náutico             |
| Bahía             | 2 - 1 | Avaí                |
| Luverdense        | 1 - 1 | Joinville           |

| Bragantino          | 0 - 1 | Luverdense        |
| Náutico             | 3 - 2 | Vila Nova         |
| Atlético Goianiense | 1 - 0 | Brasil de Pelotas |
| Goiás               | 1 - 1 | Londrina          |
| Joinville           | 0 - 0 | Criciúma          |
| Vasco da Gama       | 1 - 0 | Tupi              |
| Paysandu            | 1 - 1 | Oeste             |
| Avaí                | 2 - 0 | Sampaio Corrêa    |
| CRB                 | 0 - 3 | Ceará             |
| Paraná              | 0 - 0 | Bahía             |

| Brasil de Pelotas | 2 - 0 | Bragantino          |
| Oeste             | 2 - 1 | CRB                 |
| Ceará             | 0 - 1 | Atlético Goianiense |
| Londrina          | 1 - 0 | Náutico             |
| Sampaio Corrêa    | 1 - 2 | Paraná              |
| Luverdense        | 1 - 1 | Avaí                |
| Criciúma          | 3 - 1 | Goiás               |
| Vila Nova         | 0 - 2 | Vasco da Gama       |
| Tupi              | 5 - 1 | Paysandu            |
| Bahia             | 1 - 0 | Joinville           |

| CRB                 | 2 - 1 | Criciúma          |
| Goiás               | 1 - 1 | Brasil de Pelotas |
| Paraná              | 2 - 1 | Oeste             |
| Náutico             | 5 - 0 | Sampaio Corrêa    |
| Joinville           | 1 - 1 | Londrina          |
| Atlético Goianiense | 2 - 1 | Vila Nova         |
| Avaí                | 4 - 2 | Ceará             |
| Vasco da Gama       | 4 - 3 | Bahía             |
| Bragantino          | 2 - 1 | Tupi              |
| Paysandu            | 2 - 1 | Luverdense        |

| Ceará             | 2 - 1 | Goiás               |
| Bahía             | 0 - 0 | Náutico             |
| Sampaio Corrêa    | 0 - 0 | Bragantino          |
| Vila Nova         | 1 - 2 | CRB                 |
| Brasil de Pelotas | 1 - 0 | Paysandu            |
| Londrina          | 1 - 1 | Paraná              |
| Criciúma          | 1 - 0 | Avaí                |
| Oeste             | 1 - 1 | Vasco da Gama       |
| Luverdense        | 3 - 2 | Atlético Goianiense |
| Tupi              | 1 - 2 | Joinville           |

| Bahia               | 3 - 0 | Paysandu   |
| Vila Nova           | 0 - 0 | Paraná     |
| Brasil de Pelotas   | 1 - 1 | Luverdense |
| Náutico             | 2 - 0 | Joinville  |
| Sampaio Corrêa      | 2 - 3 | Ceará      |
| Oeste               | 1 - 0 | Criciúma   |
| Londrina            | 1 - 0 | Tupi       |
| Vasco da Gama       | 1 - 0 | Goiás      |
| Atlético Goianiense | 1 - 0 | Bragantino |
| Avaí                | 2 - 1 | CRB        |

| CRB        | 2 - 1 | Sampaio Corrêa      |
| Paysandu   | 1 - 3 | Náutico             |
| Bragantino | 1 - 0 | Avaí                |
| Tupi       | 0 - 1 | Oeste               |
| Paraná     | 0 - 0 | Atlético Goianiense |
| Criciúma   | 3 - 0 | Brasil de Pelotas   |
| Ceará      | 1 - 0 | Londrina            |
| Goiás      | 0 - 2 | Bahia               |
| Luverdense | 0 - 2 | Vila Nova           |
| Joinville  | 0 - 2 | Vasco da Gama       |

| Bahia               | 3 - 0 | CRB           |
| Sampaio Corrêa      | 1 - 0 | Criciúma      |
| Goiás               | 1 - 1 | Oeste         |
| Náutico             | 5 - 1 | Paraná        |
| Brasil de Pelotas   | 1 - 0 | Tupi          |
| Avaí                | 0 - 1 | Joinville     |
| Londrina            | 1 - 0 | Vila Nova     |
| Atlético Goianiense | 2 - 1 | Vasco da Gama |
| Bragantino          | 0 - 0 | Paysandu      |
| Luverdense          | 2 - 0 | Ceará         |

| Oeste         | 1 - 1 | Londrina            |
| Vila Nova     | 1 - 0 | Sampaio Corrêa      |
| Vasco da Gama | 3 - 2 | Náutico             |
| Tupi          | 0 - 0 | Luverdense          |
| Joinville     | 0 - 0 | Atlético Goianiense |
| Paraná        | 2 - 0 | Goiás               |
| Criciúma      | 3 - 2 | Bahía               |
| Ceará         | 3 - 0 | Brasil de Pelotas   |
| CRB           | 2 - 1 | Bragantino          |
| Paysandu      | 1 - 0 | Avaí                |

| Joinville           | 1 - 1 | Ceará             |
| Sampaio Corrêa      | 1 - 1 | Brasil de Pelotas |
| Paraná              | 1 - 2 | Luverdense        |
| Goiás               | 2 - 0 | Avaí              |
| Náutico             | 1 - 1 | Bragantino        |
| Bahía               | 1 - 2 | Londrina          |
| Atlético Goianiense | 1 - 2 | CRB               |
| Criciúma            | 2 - 2 | Tupi              |
| Vasco da Gama       | 0 - 2 | Paysandu          |
| Oeste               | 1 - 3 | Vila Nova         |

| Ceará             | 1 - 0 | Oeste               |
| CRB               | 1 - 1 | Paraná              |
| Paysandu          | 1 - 0 | Joinville           |
| Tupi              | 2 - 1 | Bahía               |
| Londrina          | 0 - 1 | Vasco da Gama       |
| Avaí              | 1 - 1 | Atlético Goianiense |
| Bragantino        | 0 - 1 | Goiás               |
| Vila Nova         | 2 - 3 | Criciúma            |
| Luverdense        | 0 - 0 | Sampaio Corrêa      |
| Brasil de Pelotas | 0 - 0 | Náutico             |

| Paysandu          | 0 - 0 | Atlético Goianiense |
| Criciúma          | 1 - 1 | Bragantino          |
| Luverdense        | 2 - 1 | Londrina            |
| Brasil de Pelotas | 2 - 1 | Bahía               |
| Vila Nova         | 1 - 1 | Goiás               |
| Paraná            | 1 - 0 | Joinville           |
| Ceará             | 2 - 1 | Náutico             |
| CRB               | 1 - 2 | Vasco da Gama       |
| Oeste             | 1 - 0 | Sampaio Corrêa      |
| Tupi              | 1 - 1 | Avaí                |

| Atlético Goianiense | 1 - 0 | Criciúma          |
| Bahia               | 2 - 0 | Oeste             |
| Joinville           | 1 - 3 | CRB               |
| Londrina            | 1 - 0 | Brasil de Pelotas |
| Avaí                | 3 - 1 | Vila Nova         |
| Náutico             | 1 - 0 | Luverdense        |
| Sampaio Corrêa      | 3 - 1 | Tupi              |
| Vasco da Gama       | 1 - 2 | Paraná            |
| Bragantino          | 1 - 1 | Ceará             |
| Goiás               | 0 - 0 | Paysandu          |

| Sampaio Corrêa      | 0 - 0 | Paysandu      |
| Vila Nova           | 1 - 0 | Tupi          |
| Londrina            | 2 - 2 | Criciúma      |
| Luverdense          | 0 - 1 | Oeste         |
| Atlético Goianiense | 3 - 0 | Náutico       |
| Brasil de Pelotas   | 2 - 0 | Joinville     |
| Bragantino          | 0 - 1 | Paraná        |
| Avaí                | 2 - 1 | Vasco da Gama |
| Ceará               | 1 - 0 | Bahía         |
| CRB                 | 2 - 1 | Goiás         |

| Paraná        | 0 - 0 | Avaí                |
| Bahía         | 0 - 1 | Vila Nova           |
| Criciúma      | 2 - 2 | Luverdense          |
| Tupi          | 2 - 1 | Ceará               |
| Náutico       | 1 - 3 | CRB                 |
| Oeste         | 1 - 3 | Bragantino          |
| Goiás         | 2 - 2 | Atlético Goianiense |
| Joinville     | 2 - 0 | Sampaio Corrêa      |
| Vasco da Gama | 2 - 0 | Brasil de Pelotas   |
| Paysandu      | 0 - 0 | Londrina            |

| Atlético Goianiense | 1 - 2 | Londrina      |
| Paraná              | 0 - 0 | Paysandu      |
| CRB                 | 3 - 0 | Tupi          |
| Avaí                | 1 - 1 | Oeste         |
| Sampaio Corrêa      | 0 - 0 | Bahía         |
| Ceará               | 1 - 0 | Criciúma      |
| Brasil de Pelotas   | 2 - 2 | Vila Nova     |
| Goiás               | 4 - 2 | Náutico       |
| Luverdense          | 1 - 1 | Vasco da Gama |
| Bragantino          | 2 - 0 | Joinville     |

| Oeste         | 1 - 1 | Brasil de Pelotas   |
| Joinville     | 2 - 1 | Goiás               |
| Criciúma      | 3 - 2 | Paraná              |
| Náutico       | 3 - 1 | Avaí                |
| Vila Nova     | 3 - 4 | Ceará               |
| Tupi          | 1 - 0 | Atlético Goianiense |
| Vasco da Gama | 2 - 1 | Bragantino          |
| Bahia         | 1 - 0 | Luverdense          |
| Paysandu      | 2 - 2 | CRB                 |
| Londrina      | 1 - 1 | Sampaio Corrêa      |

| Goiás               | 1 - 1 | Luverdense        |
| Avaí                | 1 - 0 | Londrina          |
| CRB                 | 1 - 2 | Brasil de Pelotas |
| Náutico             | 1 - 0 | Tupi              |
| Joinville           | 0 - 1 | Oeste             |
| Bragantino          | 1 - 0 | Bahía             |
| Paysandu            | 2 - 2 | Vila Nova         |
| Paraná              | 1 - 1 | Ceará             |
| Vasco da Gama       | 2 - 1 | Criciúma          |
| Atlético Goianiense | 4 - 1 | Sampaio Corrêa    |

| Brasil de Pelotas | 3 - 0 | Avaí                |
| Londrina          | 2 - 0 | Bragantino          |
| Criciúma          | 0 - 3 | Paysandu            |
| Vila Nova         | 2 - 1 | Joinville           |
| Ceará             | 0 - 0 | Vasco da Gama       |
| Oeste             | 0 - 0 | Náutico             |
| Luverdense        | 0 - 0 | CRB                 |
| Tupi              | 2 - 0 | Paraná              |
| Bahía             | 1 - 1 | Atlético Goianiense |
| Sampaio Corrêa    | 0 - 0 | Goiás               |

### Segunda ronda
| Atlético Goianiense | 1 - 1 | Oeste             |
| Bragantino          | 2 - 2 | Vila Nova         |
| Joinville           | 1 - 1 | Luverdense        |
| Paraná              | 0 - 2 | Brasil de Pelotas |
| Náutico             | 0 - 1 | Criciúma          |
| CRB                 | 0 - 1 | Londrina          |
| Vasco da Gama       | 1 - 1 | Sampaio Corrêa    |
| Avaí                | 0 - 3 | Bahia             |
| Paysandu            | 2 - 0 | Ceará             |
| Goiás               | 2 - 1 | Tupi              |

| Sampaio Corrêa    | 1 - 2 | Avaí                |
| Brasil de Pelotas | 0 - 1 | Atlético Goianiense |
| Londrina          | 0 - 1 | Goiás               |
| Criciúma          | 0 - 1 | Joinville           |
| Ceará             | 1 - 1 | CRB                 |
| Oeste             | 1 - 0 | Paysandu            |
| Vila Nova         | 0 - 2 | Náutico             |
| Tupi              | 2 - 2 | Vasco da Gama       |
| Bahia             | 3 - 0 | Paraná              |
| Luverdense        | 4 - 0 | Bragantino          |

| Atlético Goianiense | 2 - 2 | Ceará             |
| Paysandu            | 0 - 3 | Tupi              |
| Joinville           | 1 - 1 | Bahía             |
| Paraná              | 1 - 0 | Sampaio Corrêa    |
| Avaí                | 2 - 1 | Luverdense        |
| Náutico             | 0 - 2 | Londrina          |
| CRB                 | 3 - 1 | Oeste             |
| Vasco da Gama       | 1 - 2 | Vila Nova         |
| Bragantino          | 0 - 2 | Brasil de Pelotas |
| Goiás               | 1 - 1 | Criciúma          |

| Brasil de Pelotas | 2 - 1 | Goiás               |
| Luverdense        | 3 - 1 | Paysandu            |
| Oeste             | 3 - 3 | Paraná              |
| Vila Nova         | 0 - 0 | Atlético Goianiense |
| Tupi              | 0 - 1 | Bragantino          |
| Bahia             | 1 - 0 | Vasco da Gama       |
| Londrina          | 1 - 0 | Joinville           |
| Sampaio Corrêa    | 4 - 3 | Náutico             |
| Criciúma          | 1 - 1 | CRB                 |
| Ceará             | 0 - 0 | Avaí                |

| Bragantino          | 2 - 1 | Sampaio Corrêa    |
| Atlético Goianiense | 2 - 0 | Luverdense        |
| Joinville           | 1 - 1 | Tupi              |
| Paysandu            | 1 - 1 | Brasil de Pelotas |
| Paraná              | 2 - 1 | Londrina          |
| Avaí                | 3 - 0 | Criciúma          |
| Náutico             | 0 - 0 | Bahía             |
| Vasco da Gama       | 3 - 2 | Oeste             |
| Goiás               | 2 - 0 | Ceará             |
| CRB                 | 1 - 2 | Vila Nova         |

| CRB        | 1 - 2 | Avaí                |
| Paysandu   | 2 - 1 | Bahía               |
| Tupi       | 1 - 1 | Londrina            |
| Joinville  | 0 - 0 | Náutico             |
| Paraná     | 1 - 2 | Vila Nova           |
| Bragantino | 1 - 2 | Atlético Goianiense |
| Criciúma   | 4 - 0 | Oeste               |
| Ceará      | 0 - 1 | Sampaio Corrêa      |
| Goiás      | 1 - 1 | Vasco da Gama       |
| Luverdense | 1 - 0 | Brasil de Pelotas   |

| Brasil de Pelotas   | 1 - 2 | Criciúma   |
| Vila Nova           | 0 - 0 | Luverdense |
| Vasco da Gama       | 2 - 0 | Joinville  |
| Sampaio Corrêa      | 1 - 1 | CRB        |
| Atlético Goianiense | 2 - 0 | Paraná     |
| Avaí                | 2 - 0 | Bragantino |
| Náutico             | 3 - 1 | Paysandu   |
| Londrina            | 1 - 1 | Ceará      |
| Bahia               | 4 - 2 | Goiás      |
| Oeste               | 0 - 0 | Tupi       |

| Ceará         | 0 - 0 | Luverdense          |
| Criciúma      | 1 - 0 | Sampaio Corrêa      |
| Joinville     | 0 - 1 | Avaí                |
| Oeste         | 1 - 2 | Goiás               |
| CRB           | 2 - 2 | Bahía               |
| Paraná        | 1 - 2 | Náutico             |
| Vila Nova     | 1 - 2 | Londrina            |
| Vasco da Gama | 2 - 0 | Atlético Goianiense |
| Tupi          | 1 - 1 | Brasil de Pelotas   |
| Paysandu      | 3 - 0 | Bragantino          |

| Atlético Goianiense | 1 - 1 | Joinville     |
| Brasil de Pelotas   | 2 - 1 | Ceará         |
| Goiás               | 4 - 0 | Paraná        |
| Bahia               | 2 - 0 | Criciúma      |
| Luverdense          | 2 - 1 | Tupi          |
| Avaí                | 2 - 0 | Paysandu      |
| Bragantino          | 1 - 2 | CRB           |
| Náutico             | 3 - 1 | Vasco da Gama |
| Londrina            | 3 - 0 | Oeste         |
| Sampaio Corrêa      | 0 - 3 | Vila Nova     |

| Bragantino        | 0 - 1 | Náutico             |
| Tupi              | 0 - 2 | Criciúma            |
| Londrina          | 1 - 0 | Bahía               |
| Ceará             | 2 - 1 | Joinville           |
| CRB               | 1 - 2 | Atlético Goianiense |
| Vila Nova         | 1 - 0 | Oeste               |
| Paysandu          | 3 - 1 | Vasco da Gama       |
| Luverdense        | 3 - 2 | Paraná              |
| Brasil de Pelotas | 1 - 1 | Sampaio Corrêa      |
| Avaí              | 2 - 0 | Goiás               |

| Goiás               | 2 - 1 | Bragantino        |
| Criciúma            | 1 - 0 | Vila Nova         |
| Náutico             | 2 - 0 | Brasil de Pelotas |
| Sampaio Corrêa      | 2 - 0 | Luverdense        |
| Atlético Goianiense | 3 - 0 | Avaí              |
| Joinville           | 0 - 0 | Paysandu          |
| Oeste               | 1 - 1 | Ceará             |
| Vasco da Gama       | 1 - 0 | Londrina          |
| Paraná              | 5 - 3 | CRB               |
| Bahia               | 4 - 0 | Tupi              |

| Bragantino          | 2 - 0 | Criciúma          |
| Sampaio Corrêa      | 1 - 1 | Oeste             |
| Atlético Goianiense | 2 - 1 | Paysandu          |
| Bahia               | 1 - 0 | Brasil de Pelotas |
| Goiás               | 1 - 2 | Vila Nova         |
| Joinville           | 1 - 0 | Paraná            |
| Avaí                | 1 - 0 | Tupi              |
| Vasco da Gama       | 1 - 2 | CRB               |
| Náutico             | 1 - 0 | Ceará             |
| Londrina            | 1 - 1 | Luverdense        |

| Vila Nova         | 1 - 2 | Avaí                |
| Brasil de Pelotas | 0 - 1 | Londrina            |
| Ceará             | 2 - 0 | Bragantino          |
| Luverdense        | 2 - 1 | Náutico             |
| Oeste             | 1 - 1 | Bahía               |
| Paraná            | 0 - 1 | Vasco da Gama       |
| Paysandu          | 1 - 1 | Goiás               |
| Tupi              | 1 - 1 | Sampaio Corrêa      |
| Criciúma          | 1 - 2 | Atlético Goianiense |
| CRB               | 2 - 1 | Joinville           |

| Oeste         | 1 - 1 | Luverdense          |
| Goiás         | 3 - 0 | CRB                 |
| Vasco da Gama | 0 - 0 | Avaí                |
| Criciúma      | 1 - 1 | Londrina            |
| Paraná        | 4 - 1 | Bragantino          |
| Náutico       | 2 - 1 | Atlético Goianiense |
| Joinville     | 1 - 1 | Brasil de Pelotas   |
| Bahia         | 3 - 1 | Ceará               |
| Paysandu      | 2 - 1 | Sampaio Corrêa      |
| Tupi          | 1 - 0 | Vila Nova           |

| Londrina            | 0 - 0 | Paysandu      |
| Luverdense          | 2 - 1 | Criciúma      |
| Vila Nova           | 0 - 1 | Bahia'        |
| Brasil de Pelotas   | 2 - 1 | Vasco da Gama |
| Ceará               | 2 - 1 | Tupi          |
| Sampaio Corrêa      | 1 - 2 | Joinville     |
| Atlético Goianiense | 4 - 2 | Goiás         |
| CRB                 | 1 - 0 | Náutico       |
| Avaí                | 1 - 0 | Paraná        |
| Bragantino          | 0 - 0 | Oeste         |

| Oeste         | 0 - 0 | Avaí                |
| Tupi          | 3 - 4 | CRB                 |
| Criciúma      | 2 - 3 | Ceará               |
| Vila Nova     | 3 - 1 | Brasil de Pelotas   |
| Náutico       | 1 - 0 | Goiás               |
| Bahia         | 1 - 0 | Sampaio Corrêa      |
| Paysandu      | 1 - 1 | Paraná              |
| Vasco da Gama | 1 - 1 | Luverdense          |
| Joinville     | 1 - 1 | Bragantino          |
| Londrina      | 2 - 3 | Atlético Goianiense |

| CRB                 | 0 - 1 | Paysandu      |
| Goiás               | 3 - 2 | Joinville     |
| Bragantino          | 1 - 2 | Vasco da Gama |
| Ceará               | 2 - 3 | Vila Nova     |
| Sampaio Corrêa      | 1 - 3 | Londrina      |
| Brasil de Pelotas   | 1 - 1 | Oeste         |
| Paraná              | 1 - 2 | Criciúma      |
| Avaí                | 3 - 0 | Náutico       |
| Luverdense          | 2 - 2 | Bahía         |
| Atlético Goianiense | 5 - 3 | Tupi          |

| Oeste             | 0 - 2 | Joinville           |
| Luverdense        | 1 - 0 | Goiás               |
| Tupi              | 1 - 4 | Náutico             |
| Londrina          | 0 - 1 | Avaí                |
| Criciúma          | 1 - 0 | Vasco da Gama       |
| Bahia             | 3 - 2 | Bragantino          |
| Sampaio Corrêa    | 0 - 1 | Atlético Goianiense |
| Vila Nova         | 2 - 2 | Paysandu            |
| Ceará             | 1 - 1 | Paraná              |
| Brasil de Pelotas | 1 - 0 | CRB                 |

| Goiás               | 2 - 1 | Sampaio Corrêa    |
| Paraná              | 0 - 2 | Tupi              |
| Paysandu            | 1 - 2 | Criciúma          |
| Vasco da Gama       | 2 - 1 | Ceará             |
| Atlético Goianiense | 2 - 1 | Bahía             |
| Náutico             | 0 - 2 | Oeste             |
| Joinville           | 4 - 2 | Vila Nova         |
| Bragantino          | 0 - 1 | Londrina          |
| Avaí                | 1 - 1 | Brasil de Pelotas |
| CRB                 | 3 - 0 | Luverdense        |

## Estadísticas
| Jugador          | Equipo              | Goles |
| ---------------- | ------------------- | ----- |
| Bill             | Ceará               | 15    |
| Felipe Gonçalves | Brasil de Pelotas   | 13    |
| Nenê             | Vasco da Gama       | 13    |
| Rômulo           | Avaí                | 12    |
| Gustavo          | Criciúma            | 11    |
| Hernane          | Bahia               | 11    |
| Léo Gamalho      | Goiás               | 11    |
| Roni             | Náutico             | 11    |
| Júnior Viçosa    | Atlético Goianiense | 10    |

| Jugador        | Equipo              | Asist. |
| -------------- | ------------------- | ------ |
| Nádson         | Paraná              | 9      |
| Nenê           | Vasco da Gama       | 9      |
| Jean Carlos    | Vila Nova           | 8      |
| Marlon         | Brasil de Pelotas   | 8      |
| Roberto        | Criciúma            | 8      |
| Diogo Oliveira | Brasil de Pelotas   | 7      |
| Gilsinho       | Atlético Goianiense | 7      |
| Magno Cruz     | Atlético Goianiense | 7      |
| Marcos         | CRB                 | 7      |